# Solanum echinatum
Espèce
Classification APG III (2009)
Solanum echinatum est une espèce de plantes de la famille des Solanaceae.